# Gulf+Western
Gulf+Western ou Gulf and Western Industries, Inc. était un conglomérat d'entreprises américaines, fondé en 1934 et disparu en 1994, absorbé par Viacom. Son activité s'étendait du marché du textile, au divertissement et aux médias.
Il a été, entre autres, propriétaire de la Paramount et de Sega.

## Histoire
Née sous la raison sociale Michigan Bumper Co. puis devenue Michigan Plating & Stamping, elle fut rachetée en 1958 par Charles Bluhdorn qui entreprit alors de diversifier ses activités par une politique d'acquisitions intensives.
En 1966, elle achète la Paramount Pictures ainsi que divers sociétés d'habillement et de fournisseurs de l'industrie automobile. Deux ans plus tard, elle devient propriétaire de sociétés des secteurs agroalimentaire, tabac, financier et média (dont Stax records), puis de Sega en 1969[réf. nécessaire].
En 1970, elle revend Stax records mais, en 1975, achète Simon & Schuster. C'est en 1977 qu'elle achète le Madison Square Garden et l'équipe des New York Rangers.
En 1980, elle conduit le projet avorté de voiture électrique soutenu par le gouvernement américain. Entre 1983 et 1989 David Judelson, qui a remplacé Bluhdorn à sa mort, revend les filiales hors-médias mais aussi Sega. Gulf+Western change de nom en 1989 et devient Paramount Communications
Viacom absorbe l'ensemble des actifs en 1994.